# Hypsolebias
Hypsolebias là một chi cá trong họ Rivulidae bản địa của Nam Mỹ.

## Các loài
- Hypsolebias adornatus (W. J. E. M. Costa, 2000)
- Hypsolebias alternatus W. J. E. M. Costa]] & G. C. Brasil, 1994)
- Hypsolebias antenori (Tulipano, 1973)
- Hypsolebias auratus (W. J. E. M. Costa & D. T. B. Nielsen, 2000)
- Hypsolebias brunoi (W. J. E. M. Costa, 2003)
- Hypsolebias caeruleus W. J. E. M. Costa, 2013[1]
- Hypsolebias carlettoi (W. J. E. M. Costa & D. T. B. Nielsen, 2004)
- Hypsolebias coamazonicus W. J. E. M. Costa, Amorim & Bragança, 2014[2]
- Hypsolebias delucai (W. J. E. M. Costa, 2003)
- Hypsolebias fasciatus (W. J. E. M. Costa & G. C. Brasil, 2006)
- Hypsolebias flagellatus (W. J. E. M. Costa, 2003)
- Hypsolebias flammeus (W. J. E. M. Costa, 1989)
- Hypsolebias flavicaudatus (W. J. E. M. Costa & G. C. Brasil, 1990)
- Hypsolebias fulminantis (W. J. E. M. Costa & G. C. Brasil, 1993)
- Hypsolebias ghisolfii (W. J. E. M. Costa, Cyrino & D. T. B. Nielsen, 1996)
- Hypsolebias gibberatus (W. J. E. M. Costa & G. C. Brasil, 2006)
- Hypsolebias gilbertobrasili W. J. E. M. Costa, 2012[3]
- Hypsolebias guanambi W. J. E. M. Costa & Amorim, 2011
- Hypsolebias harmonicus (W. J. E. M. Costa, 2010)
- Hypsolebias hellneri (Berkenkamp, 1993)
- Hypsolebias igneus (W. J. E. M. Costa, 2000)
- Hypsolebias janaubensis (W. J. E. M. Costa, 2006)
- Hypsolebias longignatus (W. J. E. M. Costa, 2008)
- Hypsolebias lopesi (D. T. B. Nielsen, Shibatta, Suzart & A. F. Martín, 2010)
- Hypsolebias macaubensis (W. J. E. M. Costa & Suzart, 2006)
- Hypsolebias magnificus (W. J. E. M. Costa & G. C. Brasil, 1991)
- Hypsolebias marginatus (W. J. E. M. Costa & G. C. Brasil, 1996)
- Hypsolebias mediopapillatus (W. J. E. M. Costa, 2006)
- Hypsolebias multiradiatus (W. J. E. M. Costa & G. C. Brasil, 1994)
- Hypsolebias nielseni (W. J. E. M. Costa, 2005)
- Hypsolebias nitens W. J. E. M. Costa, 2012[3]
- Hypsolebias notatus (W. J. E. M. Costa, Lacerda & G. C. Brasil, 1990)
- Hypsolebias nudiorbitatus W. J. E. M. Costa, 2011
- Hypsolebias ocellatus (W. J. E. M. Costa, D. T. B. Nielsen & De Luca, 2001)
- Hypsolebias picturatus (W. J. E. M. Costa, 2000)
- Hypsolebias pterophyllus W. J. E. M. Costa, 2012[3]
- Hypsolebias radiosus (W. J. E. M. Costa & G. C. Brasil, 2004)
- Hypsolebias radiseriatus W. J. E. M. Costa, 2012[3]
- Hypsolebias rufus (W. J. E. M. Costa, D. T. B. Nielsen & De Luca, 2001)
- Hypsolebias sertanejo W. J. E. M. Costa, 2012[3]
- Hypsolebias shibattai D. T. B. Nielsen, Martins, L. M. de Araújo & Suzart, 2014[4]
- Hypsolebias similis (W. J. E. M. Costa & Hellner, 1999)
- Hypsolebias stellatus (W. J. E. M. Costa & G. C. Brasil, 1994)
- Hypsolebias tocantinensis D. T. B. Nielsen], J. C. da Cruz & Baptista, 2012[5]
- Hypsolebias trilineatus (W. J. E. M. Costa & G. C. Brasil, 1994)
- Hypsolebias virgulatus (W. J. E. M. Costa & G. C. Brasil, 2006)